# 2019年コロナウイルス感染症流行による外出制限・封鎖
2019年コロナウイルス感染症流行による外出制限・封鎖（2019ねんコロナウイルスかんせんしょうりゅうこうによるがいしゅつせいげん・ふうさ）では、2020年に入ってから拡大した新型コロナウイルス感染症（COVID-19）の世界的な流行に伴う外出制限や都市封鎖（ロックダウン）について扱う。

## 概要
様々な国で、コロナウイルス感染症流行に際して、外出制限・封鎖などの対策を行った。その理由として、ワクチンが利用可能になるまで、人命を救うため、また医療サービスが崩壊するのを抑えるために行われた。しかし、効果があったのか、どれほどの効果があったのか、経済活動とのトレードオフなど、様々な面で議論がなされている。
2021年の研究では、41か国の事例を集計し、10人以上の集会の禁止が特に効果が高く、学校や組織などの人数が多くなる場所の閉鎖も感染拡大を遅らせるのに効果があったとしている。

## アジアの状況

### 日本
都道府県知事は施設の使用停止等の要請（休業要請とも呼ばれる）、外出自粛要請を新型インフルエンザ等対策特別措置法に基づき行なうことができる（外出自粛要請については、違反者に対する法的制裁規定はない）。
その他、各都道府県知事などが独自に緊急事態宣言などを宣言し、外出の自粛などを求める場合もある。

### 中華人民共和国
厳格な行動制限などで完全な封じ込めをはかるゼロコロナ政策が継続された。

### 韓国
ソウル市でクラスターが発生し、日本より感染者の広がりは低いものの政策が二転三転している。

### 北朝鮮
2020年7月、新型コロナウイルス感染が疑われる脱北者が戻ってきたとして、南北境界線付近の開城市とその周辺にロックダウンを導入したが8月に解除された。
また、中国との国境付近ではたびたび密貿易が発覚しており、そのたびにロックダウンが実施されているとの情報もある。
なお、北朝鮮では防疫のため2020年1月下旬から国境を封鎖している。

### 台湾
2020年2月6日、中国人を入国禁止。
2月7日、14日以内に中国に入国・滞在した外国人の入国禁止。
2月10日、中国、香港、マカオで乗り換えをした入国者は、14日間の自宅待機。
3月14日14時から、ヨーロッパ27か国とドバイからの入国者は、14日間の自宅待機または検疫所待機。
3月19日、特別な許可等がない外国人の入国禁止（入国した外国人は14日間の自宅待機）。

### ベトナム
2021年8月23日、ベトナム政府はベトナム国内でホーチミンを中心に感染状況が悪化しているの受けて、同日よりホーチミンの市民に対し外出を食料の買い出しも含めて全面禁止した。この間は軍隊により市民に食料を届ける等の支援を行う。ロックダウンは10月1日に解除された。

### インド
2020年3月19日、デリー首都圏で全飲食店の閉鎖が決定され、ショッピングモールなどの閉鎖も始まった。同日、ナレンドラ・モディ首相はテレビ演説を行い、3月22日日曜日の午前7時から午後9時までインド全土を対象に一部の公務員を除き外出の禁止を命ずると発表した。3月22日、インド政府は感染が確認されている22州と86地区を同年31日まで完全に封鎖することを発表した。また、モディ首相は、3月24日夜にも演説を行い、3月25日から21日間、インド全土を対象に「ロックダウン」を宣言し、自宅または滞在先への待機を義務付けた。政府機関等は、国防、治安維持、エネルギー、医療などを除き機能を停止し、店舗の営業も食品店などを除いては禁止されることとなった。その後感染者数が増加する中、2020年3月25日から21日間、完全な封鎖状態に入った。
3月31日、 バンガロール、チェンナイ、デリー、ムンバイ、プネー、コルカタなどの主要都市を含む80もの都市の基本的なサービスと商売が許可された。
5月17日、4月20日以降規制を緩和してきたが3回目の延期で月末まで延長した。

## ヨーロッパの状況

### イギリス
2020年3月23日午後8時30分、ボリス・ジョンソン首相は自宅で滞在命令を発効させた。 重要ではない店やサービスはすべて閉鎖するように命じられ、警察権力には、2人以上の集まりを解散する裁量が与えられた。一方で首相は、命令は3週間後に見直されると述べた。

## 南アメリカの状況

### チリ
2020年5月15日、7日間サンティアゴ市全域などで外出禁止措置を始める。

## オセアニアの状況

### ニュージーランド
2020年3月23日、ジャシンダ・アーダーン首相はニュージーランドのCOVID-19国家警告レベルを3に上げ、その日からすべての学校の閉鎖を発表した。 政府はまた、2020年3月25日午後11時59分に警戒レベルを4に引き上げると発表し、全国的な封鎖につながった。 すべてのスポーツの試合とイベント、プール、バー、カフェ、レストラン、遊び場などの必須でないサービスは48時間以内に閉鎖する必要があったが、スーパーマーケット、ガソリンスタンド、ヘルスサービスなどの重要なサービスは通常どおり営業することとした。
- 2020年4月27日深夜、感染者が大幅に減り最高レベルから1段階下げて3月25日から続いていた外出禁止を緩和した[28]。
- 5月13日、感染拡大の抑制が進んだとして3月25日に出した国家非常事態宣言を解除した[29]。